# Sierra de los Lagos
Sierra de los Lagos este o arie protejată (arie specială de conservare — SAC, sit de importanță comunitară — SCI) din Spania întinsă pe o suprafață de 10.981,35 ha, integral pe uscat.

## Localizare
Centrul sitului Sierra de los Lagos este situat la coordonatele 43°11′36″N 6°40′13″W / 43.1933°N 6.6702°V.

## Înființare
Situl Sierra de los Lagos a fost declarat sit de importanță comunitară în februarie 2004 pentru a proteja 1 specie de plante și 33 de specii de animale. Situl a fost protejat și ca arie specială de conservare în decembrie 2014.

## Biodiversitate
Situată în ecoregiunea atlantică, aria protejată conține 11 habitate naturale: Fânețe de joasă altitudine (Alopecurus pratensis, Sanguisorba officinalis), Păduri aluvionare cu Alnus glutinosa și Fraxinus excelsior (Alno-Padion, Alnion incanae, Salicion albae), Păduri de stejar galițio-portugheze cu Quercus robur și Quercus pyrenaica, Lande oro-mediteraneene cu formațiuni endemice de grozamă, Pajiști uscate europene, Păduri de fag acidofile atlantice, cu subarboret de Ilex și, uneori, de asemenea, Taxus, la nivelul arbuștilor (Quercion robori-petraeae sau Ilici-Fagenion), Păduri de Castanea sativa, Mlaștini turboase de tranziție și turbării mișcătoare, Roci stâncoase cu vegetație pionieră de Sedo-Scleranthion sau Sedo albi-Veronicion dillenii, Grohotișuri termofile și vest-mediteraneene, Păduri de Ilex aquifolium.
La baza desemnării sitului se află mai multe specii protejate:
- plante (1): Narcissus asturiensis
- păsări (23): uliu porumbar (Accipiter gentilis), Alectoris rufa, fâsă-de-câmp (Anthus campestris), acvilă de munte (Aquila chrysaetos), caprimulg (Caprimulgus europaeus), șerpar (Circaetus gallicus), erete vânăt (Circus cyaneus), porumbel gulerat (Columba palumbus), cioară neagră (Corvus corone), prepeliță (Coturnix coturnix), cuc (Cuculus canorus), ciocănitoare neagră (Dryocopus martius), șoim călător (Falco peregrinus), sfrâncioc roșiatic (Lanius collurio), gaia neagră (Milvus migrans), Perdix perdix hispaniensis, coțofană (Pica pica), sitar de pădure (Scolopax rusticola), turturică (Streptopelia turtur), silvie de tufiș (Sylvia undata), Tetrao urogallus cantabricus, sturz-cântător (Turdus philomelos), sturzul de vâsc (Turdus viscivorus)
- amfibieni (1): Chioglossa lusitanica
- mamifere (5): Galemys pyrenaicus, vidră de râu (Lutra lutra), liliac cărămiziu (Myotis emarginatus), liliacul mic cu potcoavă (Rhinolophus hipposideros), urs brun (Ursus arctos)
- nevertebrate (2): Elona quimperiana, Euplagia quadripunctaria
- reptile (2): Lacerta monticola, Lacerta schreiberi

Pe lângă speciile protejate, pe teritoriul sitului au mai fost identificate 1 specie de amfibieni, 6 specii de mamifere.